# Олимпия (хоккейный клуб, Любляна, 1928)
«Оли́мпия» Любляна (словен. Hokejsko Drsalno Društvo Olimpija Ljubljana) — словенская хоккейная команда из Любляны. Основана в 1928 году. Расформирована в 2017 году. 
Одна из сильнейших команд в истории Югославии и Словении. 12 раз выигрывала чемпионат Югославской хоккейной лиги. С 2007 года была принята в Австрийскую хоккейную лигу. С 1991 года выступала в чемпионате Словении, который проводится в конце сезона среди словенских команд, играющих в регулярном сезоне в Австрийской хоккейной лиге и Слохоккей лиге. Домашние матчи играла во Тиволи Холл (на хоккейный матчах вместимость — 7000 зрителей).
После расформирования команды на основе созданного в 2004 году фарм-клуба была сформирована новая команда.

## Достижения
Югославская хоккейная лига
- 12 побед (1937, 1938, 1939, 1940, 1972, 1974, 1975, 1976, 1979, 1980, 1983, 1984)

Чемпионат Словении
- 11 побед (1995, 1996, 1997, 1998, 1999, 2000, 2001, 2002, 2003, 2004, 2007)

Австрийская хоккейная лига
- 2007/2008 2 место (поражение в финальной серии)
- 2008/2009 10 место